# Ісаак Кісе Телін
Ісаак Кісе Телін (швед. Isaac Kiese Thelin, нар. 24 червня 1992, Еребру) — шведський футболіст, нападник клубу «Мальме» і національної збірної Швеції.

## Клубна кар'єра
Народився 24 червня 1992 року в місті Еребру. Вихованець футбольної школи клубу «Карлслунд».
У дорослому футболі дебютував 2009 року виступами за команду клубу «Карлслунд», в якій провів два сезони, взявши участь у 44 матчах чемпіонату. Більшість часу, проведеного у складі команди, був основним гравцем атакувальної ланки команди, маючи середню результативність на рівні 0,41 голу за гру першості.
Своєю грою за цю команду привернув увагу представників тренерського штабу клубу «Норрчепінг», до складу якого приєднався 2011 року. Відіграв за команду з Норрчепінга наступні три сезони своєї ігрової кар'єри.
У 2014 році уклав контракт з клубом «Мальме», у складі якого провів наступний рік своєї кар'єри гравця. 
До складу клубу «Бордо» приєднався 2015 року. Відіграв за команду з Бордо 29 матчів в національному чемпіонаті.
З 2017 року грає в Бельгії, першу половину року захищав кольори «Андерлехта», а влітку того ж року був відданий в оренду до клубу «Васланд-Беверен».

## Виступи за збірні
У 2009 році дебютував у складі юнацької збірної Швеції, взяв участь у 3 іграх на юнацькому рівні, відзначившись одним забитим голом.
З 2014 року залучався до складу молодіжної збірної Швеції. На молодіжному рівні зіграв у 9 офіційних матчах, забив 5 голів.
Також 2014 року дебютував в офіційних матчах у складі національної збірної Швеції. Наразі провів у формі головної команди країни 32 матчі, забив 4 голи.
| Дата       | Місто           | Господарі  | Результат | Гості          | Турнір                               | Голи | Примітки |
| ---------- | --------------- | ---------- | --------- | -------------- | ------------------------------------ | ---- | -------- |
| 15-11-2014 | Подгориця       | Чорногорія | 1 – 1     | Швеція         | Відбір до ЧЄ 2016                    | -    | 86'      |
| 18-11-2014 | Марсель         | Франція    | 1 – 0     | Швеція         | товариський матч                     | -    | 67'      |
| 15-01-2015 | Абу-Дабі        | Швеція     | 2 – 0     | Кот-д'Івуар    | товариський матч                     | -    | 82'      |
| 19-01-2015 | Абу-Дабі        | Швеція     | 0 – 1     | Фінляндія      | товариський матч                     | -    | 54'      |
| 27-03-2015 | Кишинів         | Молдова    | 0 – 2     | Швеція         | Відбір до ЧЄ 2016                    | -    | 70'      |
| 05-09-2015 | Москва          | Росія      | 1 – 0     | Швеція         | Відбір до ЧЄ 2016                    | -    | 82'      |
| 08-09-2015 | Стокгольм       | Швеція     | 1 – 4     | Австрія        | Відбір до ЧЄ 2016                    | -    | 62'      |
| 30-05-2016 | Мальме          | Швеція     | 0 – 0     | Словенія       | товариський матч                     | -    |          |
| 11-11-2016 | Сен-Дені        | Франція    | 2 – 1     | Швеція         | Відбір до ЧС 2018                    | -    | 73'      |
| 15-11-2016 | Будапешт        | Угорщина   | 0 – 2     | Швеція         | товариський матч                     | 1    | 74'      |
| 25-03-2017 | Стокгольм       | Швеція     | 4 – 0     | Білорусь       | Відбір до ЧС 2018                    | 1    | 74'      |
| 28-03-2017 | Фуншал          | Португалія | 2 – 3     | Швеція         | товариський матч                     | -    |          |
| 03-09-2017 | Борисов         | Білорусь   | 0 – 4     | Швеція         | Відбір до ЧС 2018                    | -    | 85'      |
| 07-10-2017 | Стокгольм       | Швеція     | 8 – 0     | Люксембург     | Відбір до ЧС 2018                    | -    | 74'      |
| 10-10-2017 | Амстердам       | Нідерланди | 2 – 0     | Швеція         | Відбір до ЧС 2018                    | -    | 76'      |
| 10-11-2017 | Стокгольм       | Швеція     | 1 – 0     | Італія         | Відбір до ЧС 2018                    | -    | 75'      |
| 13-11-2017 | Мілан           | Італія     | 0 – 0     | Швеція         | Відбір до ЧС 2018                    | -    | 54' 69'  |
| 27-03-2018 | Крайова         | Румунія    | 1 – 0     | Швеція         | товариський матч                     | -    | 70'      |
| 02-06-2018 | Стокгольм       | Швеція     | 0 – 0     | Данія          | товариський матч                     | -    | 65'      |
| 09-06-2018 | Гетеборг        | Швеція     | 0 – 0     | Перу           | товариський матч                     | -    | 75'      |
| 18-06-2018 | Нижній Новгород | Швеція     | 1 – 0     | Південна Корея | ЧС 2018 - груповий етап              | -    | 77'      |
| 23-06-2018 | Сочі            | Німеччина  | 2 – 1     | Швеція         | ЧС 2018 - груповий етап              | -    | 90'      |
| 27-06-2018 | Єкатеринбург    | Мексика    | 0 – 3     | Швеція         | ЧС 2018 - груповий етап              | -    | 68'      |
| 03-07-2018 | Санкт-Петербург | Швеція     | 1 – 0     | Швейцарія      | ЧС 2018 - 1/8 фіналу                 | -    | 90+1'    |
| 06-09-2018 | Прага           | Австрія    | 2 – 0     | Швеція         | товариський матч                     | -    | 46'      |
| 10-09-2018 | Стокгольм       | Швеція     | 2 – 3     | Туреччина      | Ліга націй УЄФА 2018-2019 - 1-й етап | 1    |          |
| 11-10-2018 | Калінінград     | Росія      | 0 – 0     | Швеція         | Ліга націй УЄФА 2018-2019 - 1-й етап | -    | 71'      |
| 17-11-2018 | Конья           | Туреччина  | 0 – 1     | Швеція         | Ліга націй УЄФА 2018-2019 - 1-й етап | -    | 90'      |
| 20-11-2018 | Стокгольм       | Швеція     | 2 – 0     | Росія          | Ліга націй УЄФА 2018-2019 - 1-й етап | -    | 70'      |
| 02-09-2021 | Стокгольм       | Швеція     | 2 – 1     | Іспанія        | Відбір до ЧС 2022                    | -    | 84'      |
| 05-09-2021 | Стокгольм       | Швеція     | 2 – 1     | Узбекистан     | товариський матч                     | 1    |          |
| 08-09-2021 | Афіни           | Греція     | 2 – 1     | Швеція         | Відбір до ЧС 2022                    | -    | 88' 89'  |
| Усього     |                 | Матчів     | 32        |                | Голів                                | 4    |          |

## Досягнення

### Командні досягнення
- Чемпіон Швеції (4):

«Мальме»: 2014, 2020, 2023, 2024
- Володар Суперкубка Швеції (1):

«Мальме»: 2014
- Чемпіон Бельгії (1):

«Андерлехт»: 2016-17
- Володар Суперкубка Бельгії (1):

«Андерлехт»: 2017
- Володар Кубка Швеції (2):

«Мальме»: 2021-22, 2023–24
- Чемпіон Європи (U-21) (1):

Швеція (U-21): 2015

### Особисті досягнення
- Найкращий бомбардир Аллсвенскан: 2023
- Нападник року Аллсвенскан: 2023[2]
- Гравець місяця Аллсвенскан: липень 2020[3], квітень 2023[4]